# Аббас ібн Шіт
Аббас ібн Шіт (помер 1060) — малік династії Гурідів.

## Правління
1035 року повалив свого дядька Абу Алі ібн Мухаммада, зайнявши трон Гурідів. Наприкінці його правління місцеві дворяни звернулись по допомогу до газневідського правителя Ібрагіма. Той відрядив військо й усунув Аббаса від влади. Престол зайняв його син Мухаммад, який погодився сплачувати данину Газневідам.